# Джахид, Тадж Мохаммад
Тадж Мохамма́д Джахи́д (род. в 1968 году, уезд Омарз провинция Панджшер, Королевство Афганистан) — афганский государственный и военный деятель, министр внутренних дел Афганистана (2016—2017). Генерал-лейтенант.

## Биография

### Образование
Тадж Мохаммад Джахид родился в 1968 году в уезде Омарз провинции Панджшер. Отец — Хаджи Шамшер-хан.
После учёбы в начальной школе в своем родном городе, присоединился к моджахедам для ведения боевых действий против советских войск. Проходил командирские военные курсы во время войны.
В 1988 году Джахид отправился в Пакистан и в 1989 году окончил Институт Ладжнатул Дават Исламия. После этого получал образование в области медицины.
После 18 месяцев учёбы он вернулся в Афганистан и начал свою работу в клинике в Пешгоре.

### Военная служба
Тадж Мохаммаду было присвоено звание полковника в 1992 году вместе с назначением командиром 1-го подразделения специального назначения «Зарбати» при Министерстве национальной безопасности. За отличную службу был произведен в бригадные генералы.
В 2001 году он был назначен командиром дивизии в Кабуле, а в 2002 году был повышен до звания генерал-майора.
В 2002 году он начал свое профессиональное военное образование в Афганском национальном университете обороны, а в 2004 году получил диплом бакалавра.
В 2004 году генерал Джахид был назначен командиром вновь созданного 209-го армейского корпуса. В 2007 году он завершил курс военной стратегии для высших командиров национальной армии.
В 2007 году генерал Джахид был выбран в качестве командира военного училища Каргах, и после трех лет работы там, он был назначен комендантом Университета национальной обороны, где он оставался ещё два года.
В 2012 году генерал Джахид был назначен командиром 207-го армейского корпуса и прослужил там четыре года и был назначен генерал-лейтенантом.

### Служба в МВД ИРА
В 2016 году правительство Национального единства рекомендовало его в качестве министра внутренних дел, и он был утвержден парламентом Афганистана и стал министром внутренних дел.